# Mister Link – Ein fellig verrücktes Abenteuer
Mister Link – Ein fellig verrücktes Abenteuer (Originaltitel Missing Link) ist ein Stop-Motion-Film/Abenteuerfilm/Animationsfilm von Chris Butler, der am 12. April 2019 in die US-amerikanischen und am 30. Mai 2019 in die deutschen Kinos kam.
Im Rahmen der Oscarverleihung 2020 wurde Mister Link als bester animierter Spielfilm nominiert.

## Handlung
Der Mythen- und Monster-Ermittler/Forscher Sir Lionel Frost bricht zu einem Abenteuer in den pazifischen Nordwesten auf, um die Existenz des legendären Vorfahren des Menschen zu beweisen. Begleitet wird er auf seiner Reise von Adelina Fortnight, einer freigeistigen, unabhängigen Abenteurerin, die im Besitz der einzigen bekannten Karte ist, die sie zu dem geheimen Ort führen könnte, wo sich Link aufhält. Mit dem Unternehmen will Frost auch die Anerkennung seines/des engstirnigen Entdeckers gewinnen. Als sie den Gesuchten finden, entpuppt sich das Wesen, dem Frost den Namen Mr. Link gibt, als gutherzige und überraschend clevere, aber auch sehr einsame Kreatur.
Mr. Link glaubt, der letzte Vertreter seiner Art zu sein, doch ein Gerücht gibt ihm Hoffnung, denn an dem geheimnisvollen Ort namens Shangri-La soll es weitere Wesen wie ihn geben. Seine Kaltwetter-Cousins, haarige, blauhäutige Yetis, sollen dort eine Gesellschaft aufgebaut haben, die von der Bedrohung der Menschheit weit entfernt ist. Gemeinsam mit der Forschergruppe begibt sich Mr. Link auf die Suche nach diesem sagenumwobenen Paradies. Nachdem sie im Himalaya mit einem Yeti konfrontiert wurden, werden sie nach Shangri-La verbracht und dort schnell in ein Loch geworfen, da man Eindringlinge, vor allem Menschen, fernhalten will. Der Gruppe gelingt es zu fliehen. Mr. Link pfeift auf seine Artgenossen, viel eher zieht es ihm zu seinem Freund Lionel, mit dem er in der Zukunft spannende Entdeckungstouren plant.

## Produktion
Der Film wird von Laika Entertainment produziert. Regie führt Chris Butler, der auch das Drehbuch schrieb. Laika hatte bereits Butlers Film ParaNorman produziert, der im Rahmen der Oscarverleihung 2013 als bester Animationsfilm nominiert war. Butler kombinierte die Stop-Motion-Technik mit moderner Computeranimation.
Im Mai 2018 wurde bekannt, dass sich Stephen Fry und Emma Thompson unter den Sprechern befinden.
Die Setdesigner von Laika bauten insgesamt 110 Sets mit 65 verschiedenen Drehorten.
Die Filmmusik wurde von Carter Burwell komponiert. Die Aufnahme entstand 2018. Der Soundtrack, der insgesamt 32 Musikstücke umfasst, wurde am 12. April 2019 von Lakeshore Records als Download veröffentlicht.
Anfang November 2018 veröffentlichten Annapurna Pictures und die Laika Studios einen ersten Trailer. Der Film kam am 12. April 2019 in die US-Kinos. Der Kinostart in Deutschland erfolgte am 30. Mai 2019, in Österreich am darauffolgenden Tag.

## Rezeption

### Altersfreigabe und Kritiken
In Deutschland wurde der Film von der FSK ab 6 Jahren freigegeben.
Der Film erhielt bislang von 88 Prozent der Kritiker bei Rotten Tomatoes eine eher positive Bewertung. Die durchschnittliche Wertung liegt bei 7,2 von 10. Im Konsens heißt es dort, der Film sei ein weiterer wunderschön animierter Triumph für Laika, ein visueller Leckerbissen mit viel Humor, viel Herz, der sogar ein wenig zum Nachdenken anrege.
Peter Debruge von Variety schreibt, man hätte erwartet, dass der Film mit einer Reihe von Herausforderungen klassischer Abenteuerfilm aufwarte, stattdessen folge er einem eher vaudevillianischen Drehbuch, das einen mit lustigen Verkleidungen und Komödien-Gags zum Lachen bringe.
John Nugent vom Empire Magazine beschreibt den Film als eine charmante familienfreundliche Geschichte über Abenteuer und Freundschaft, die mit künstlerischem und technischem Können erzählt werde.
Peter Osteried von der Arbeitsgemeinschaft Kino findet, die Geschichte sei ausgesprochen schön ausgefallen, weil man es hier geschafft habe, ein Animationsabenteuer für alle Altersstufen zu bieten, und Mister Link – Ein fellig verrücktes Abenteuer hätte problemlos auch als Realfilm funktioniert. Die Geschichte erzähle ein waschechtes Abenteuers, bietet aber auch reichlich Humor, der sich beispielsweise aus kulturellen Missverständnissen heraus ergebe, da Mister Link vieles von dem, was Sir Lionel sagt, einfach wörtlich nimmt. Das Duo Sir Lionel und Mister Link sei dabei phänomenal und erinnert Osteried an Phileas Fogg und Passepartout aus Jules Vernes In 80 Tagen um die Welt.
Die Deutsche Film- und Medienbewertung versah den Film mit dem Prädikat besonders wertvoll. In der Jury-Begründung heißt es: „Mister Link ist im Grunde ein klassischer Abenteuerfilm im Breitwandformat, bei dem die Protagonisten in exotischem Ambiente agieren und ein Schauplatz spektakulärer ist als der andere. Dabei führen rasante Verfolgungsjagden mit Bahn und Schiff, auf Elefanten und zu Fuß quer durch Amerika, übers Meer bis in den Himalaya und sorgen für Spannung und Tempo. Doch die freundlich-unerschrockenen Helden sind nicht aus Fleisch und Blut, und die sie umgebenden Welten sind nicht real, sondern es handelt sich um eine gelungene Kombination von klassischer Stop-Motion-Animation mit Computeranimation, die die Qualitäten beider Methoden vereint und sich durch liebenswerten Charme und technische Brillanz auszeichnet.“

### Einsatz im Schulunterricht
Das Onlineportal kinofenster.de empfiehlt den Film für die Unterrichtsfächer Sachkunde, NaWi, Geschichte, Biologie, Erdkunde, Englisch, Kunst, Ethik und Philosophie. Dort schreibt Reinhard Kleber, die aktuelle Schülerprotestwelle „Fridays for Future“ zeige, wie stark das Bedürfnis, mehr für den Erhalt der bedrohten Erde zu tun, in der jungen Generation verankert ist. Im Unterricht biete es sich daher an, Parallelen zwischen der Verdrängung randständiger Populationen durch koloniale Eroberung und kapitalistisches Gewinnstreben in Film und Realität aufzudecken. Die Figur des Frost lade zu Diskussionen über die Frage ein, ob das Ideal eines heldenhaften Naturforschers oder einer Naturforscherin heute noch zeitgemäß ist.

### Einspielergebnis
Die weltweiten Einnahmen aus Kinovorführungen belaufen sich bislang auf rund 24 Millionen US-Dollar.

### Auszeichnungen
Annie Awards 2020
- Nominierung in der Kategorie Best Animated Feature
- Nominierung in der Kategorie Best FX for Feature
- Nominierung in der Kategorie Character Animation in an Animated Feature Production
- Nominierung in der Kategorie Directing in an Animated Feature Production
- Nominierung in der Kategorie Production Design in an Animated Feature Production
- Nominierung in der Kategorie Storyboarding in an Animated Feature Production
- Nominierung in der Kategorie Editorial in an Animated Feature Production[18]

Critics’ Choice Movie Awards 2020
- Nominierung als Bester animierter Spielfilm

Golden Globe Awards 2020
- Auszeichnung als Bester Animationsfilm

Hollywood Critics Association Awards 2020
- Nominierung als Bester Animationsfilm[19]

Online Film Critics Society Awards 2020
- Nominierung als Bester animierter Spielfilm[20]

Oscarverleihung 2020
- Nominierung als Bester animierter Spielfilm

Producers Guild of America Awards 2020
- Nominierung als Bester Animationsfilm (Arianne Sutner und Travis Knight)[21]

Toronto Film Critics Association Awards 2019
- Auszeichnung als Bester Animationsfilm[22]

Visual Effects Society Awards 2020
- Auszeichnung in der Kategorie Visuelle Effekte in einem Animationsfilm (Brad Schiff, Travis Knight, Steve Emerson und Benoit Dubuc)
- Auszeichnung in der Kategorie Visuelle Effekte bei einer animierten Figur in einem Animationsfilm („Susan“; Rachelle Lambden, Brenda Baumgarten, Morgan Hay und Benoit Dubuc)
- Nominierung in der Kategorie Visuelle Effekte der Umgebung in einem Animationsfilm („Passage zum India Jungle“; Oliver Jones, Phil Brotherton, Nick Mariana und Ralph Procida)
- Nominierung in der Kategorie Model In A Photoreal Or Animated Project („The Manchuria“; Todd Alan Harvey, Dan Casey und Katy Hughes)[23][24]

## Synchronisation
| Originalsprecher  | Rolle             | Deutscher Synchronsprecher |
| ----------------- | ----------------- | -------------------------- |
| Zoe Saldana       | Adelina Fortnight | Collien Ulmen-Fernandes    |
| Hugh Jackman      | Sir Lionel Frost  | Christoph Maria Herbst     |
| Timothy Olyphant  | Willard Stenk     | David Nathan               |
| Zach Galifianakis | Mr. Link          | Bastian Pastewka           |
| Jack Blessing     | Mr McVitie        | Johann Fohl                |